# Nørrestrand
Nørrestrand är en sjö i Danmark. Den ligger i Horsens kommun i Region Mittjylland, 170 km väster om huvudstaden Köpenhamn.
Nørrestrand var tidigare en havsvik, men genom ett slussbygge 1915 förvandlades den till en insjö med färskvatten. Sjöns största tillflöde är Store Hanstedå. Dess frånflöde är Stensballe Sund som leder till Horsens Fjord.
Den här artikeln är helt eller delvis baserad på material från danskspråkiga Wikipedia, tidigare version.